# Thợ săn yêu tinh: Truyền thuyết Arcadia
Thợ săn yêu tinh: Truyền thuyết Arcadia (gọi tắt là Thợ săn yêu tinh, tên tiếng Anh: Trollhunters: Tales of Arcadia) là bộ sê-ri phim hoạt hình bằng máy tính thuộc thể loại kỳ ảo được sản xuất cho Netflix bởi Guilermo del Toro và sản xuất bởi hãng DreamWorks Animation và Double Dare You Productions. Bộ phim là hành trình theo chân James "Jim" Lake Jr., một cậu bé thiếu niên vô tình tìm được chiếc bùa hộ mệnh và đi đến một lãnh địa bí mật của loài yêu tinh được gọi là "Chợ yêu tinh". Và từ đó một định mệnh, một vai trò, một trách nhiệm mới đã được đặt lên vai của Jim. Anh phải cùng những người bạn của mình bảo vệ thành phố Arcadia thân thương của chính họ và đồng thời là bảo vệ thế giới trước những thế lực đen tối từ các loài sinh vật kỳ lạ.
Hai tập đầu tiên của sê-ri được công chiếu vào ngày 8 tháng 10, 2016 tại hội chợ New York Comic Con. Tiếp theo đó, mùa đầu tiên của phim đã được phát hành toàn quốc tế trên nền tảng trực tuyến Netflix vào ngày 23 tháng 12, 2016. Mùa thứ hai nối tiếp công chiếu vào ngày 15 tháng 12, 2017 và mùa ba và cũng là mùa cuối cùng được chính thức ra mắt liên tiếp vào 25 tháng 5, 2018.
Phần phim điện ảnh mang tên Thợ săn yêu tinh: Titan trỗi dậy (Trollhunters: Rise of the Titans) công chiếu chính thức vào ngày 21 tháng 7, 2021 trên nền tảng Netflix.
Kể từ khi phát hành, Thợ săn yêu tinh đã được biết đến rộng rãi như một sê-ri phim hoạt hình đầy triển vọng và tiềm năng. Travis Johnson của tờ Filmink đã gọi đây là "... phim hoạt hình dành cho trẻ em hay nhất kể từ Avatar: The Last Airbender". Bộ phim nhận được chín đề cử trong giải Daytime Emmy vào năm 2017, chiến thắng nhiều hơn bất kỳ chương trình truyền hình hành động hoặc hoạt hình nào khác trong cùng năm đó. Trong ba mùa đầu tiên, phim cũng đã được đề cử và chiến thắng nhiều hạng mục trong các mùa lễ trao giải BAFTA, một số giải Annie (giải thưởng danh giá nhất trong giới phim hoạt hình), giải Kidscreen, giải Golden Reel và giải Saturn. Bộ phim cũng đã được sản xuất một số cuốn sách dành cho trẻ em và đồng thời được chuyển thể thành một loạt tiểu thuyết đồ họa do Marc Guggenheim và Richard Hamilton sản xuất, được phát hành bởi hãng Dark Horse.

## Tóm tắt

### Phần 1
Câu chuyện bắt đầu khi Jim Lake Jr vô tình nhặt được chiếc bùa hộ mệnh từ đống tàn tích của Kanjigar kẻ Can trường - Thợ săn yêu tinh tiền nhiệm, cậu đã trở thành con người đầu tiên được mang danh hiệu Thợ săn yêu tinh. Và kèm theo đó chính là trọng trách phải bảo vệ Arcadia khỏi các thế lực bóng tối như Bular với sự giúp đỡ từ những người bạn thân là Toby và Claire và những người bạn yêu tinh của mình là Blinky, Arrrgh và Draal.

### Phần 2
Cuộc hành trình tiếp tục với bối cảnh Jim đang mắc kẹt tại Vùng đất tối -  nơi giam giữ tên lãnh đạo của lũ yêu tinh ác - Gunmar. Những người bạn của Jim đang gắng sức để phải cứu cậu. Và nhiệm vụ hoàn thành, Jim phải đối mặt trước những hậu quả do mình gây ra. Tuy nhiên, mọi chuyện đã trở nên bớt  căng thẳng hơn khi có thêm sự giúp sức từ Steve Palchuk và Eli Pepperjack khi hai người bạn này biết sự thật về thân phận của Jim

### Phần 3
Mốc thời gian được chọn là cuối năm học thứ hai của Jim và những người bạn tại trường Trung học Arcadia. Khi cuộc sống hai thân phận của Jim đã làm ảnh hưởng đến mẹ của anh. Còn Claire thì đang phải đối mặt với rắc rối từ một pháp sư cổ xưa. Trước tình hình lúc bấy giờ, Gunmar đã thuận lợi chiếm được Heartstone - thứ được xem là trái tim của Chợ yêu tinh. Và vị pháp sư vĩ đại Merlin đã trở về để giúp đỡ Jim và những người bạn của anh chống lại Gunmar và các thế lực thù địch.

### Phần Titan trỗi dậy
Phần phim tiếp nối phần cuối cùng của bộ phim Pháp sư: Chuyện xứ Arcadia. Khi những thợ săn yêu tinh đã hợp tác cùng với những anh hùng khác từ hai phần "Bộ ba trời giáng" và "Pháp sư" (gọi tắt là Những vệ binh của Arcadia). Họ phải cùng nhau chiến đấu chống lại Hội bí truyền cổ xưa (Arcane Order), những kẻ thức tỉnh dưới hình dạng của những Titan.

## Lồng tiếng

### Diễn viên chính
- Anton Yelchin và Emile Hirsch lồng tiếng cho nhân vật James "Jim" Lake Jr. / Thợ săn yêu tinh
- Kelsey Grammer lồng tiếng cho nhân vật Blinkous "Blinky" Galadrigal
- Charlie Saxton lồng tiếng cho nhân vật Tobias "Toby" Domzalski
- Lexi Medrano lồng tiếng cho nhân vật Claire Maria Nuñez
- Jonathan Hyde lồng tiếng cho nhân vật Waltolomew ‘Walter’ Stricklander ‘Strickler’
- Fred Tatasciore lồng tiếng cho nhân vật Aarghaumont "AAARRRGGHH!!!"
- Victor Raider-Wexler lồng tiếng cho nhân vật Vendel
- Ron Perlman lồng tiếng cho nhân vật Bular
- Amy Landecker lồng tiếng cho nhân vật Barbara Lake

### Diễn viên định kỳ
- Steven Yeun lồng tiếng cho nhân vật Steve Palchuk
- Matthew Waterson lồng tiếng cho nhân vật Draal
- Lauren Tom lồng tiếng cho nhân vật Nomura
- Jimmie Wood lồng tiếng cho nhân vật NotEnrique
- Clancy Brown lồng tiếng cho nhân vật Gunmar
- Tom Hiddleston và James Purefoy lồng tiếng cho nhân vật Kanjigar kẻ Can trường
- Ike Amadi lồng tiếng cho nhân vật Angor Rot
- Rodrigo Blaas lồng tiếng cho nhân vật Gnome Chompsky
- Mark Hamill lồng tiếng cho nhân vật Dictatious Galadrigal
- Anjelica Huston lồng tiếng cho nhân vật Nữ hoàng Usurna
- Cole Sand lồng tiếng cho nhân vật Eli Pepperjack
- Lena Headey lồng tiếng cho nhân vật Morgana le Fay / The Pale Lady/ The Eldritch Queen/ Argante/ Baba Yaga
- Laraine Newman lồng tiếng cho nhân vật Lenora Janeth
- Tom Kenny lồng tiếng cho nhân vật Otto Scaarbach
- David Bradley lồng tiếng cho nhân vật Merlin
- Colin O'Donoghue lồng tiếng cho nhân vật Hisirdoux "Douxie" Casperan
- Tatiana Maslany lồng tiếng cho nhân vật Aja
- Diego Luna lồng tiếng cho nhân vật Krel
- Yara Shahidi lồng tiếng cho nhân vật Darci Scott

### Diễn viên được thêm vào trong phầnTitans trỗi dậy
- Kay Bess và Piotr Michael lồng tiếng cho nhân vật Bellroc
- Piotr Michael lồng tiếng cho nhân vật Skrael
- Angel Lin lồng tiếng cho nhân vật Nari
- Brian Blessed lồng tiếng cho nhân vật Charlemagne "Charlie kẻ Tham ăn''
- Alfred Molina lồng tiếng cho nhân vật Archibald "Archie"
- Nick Frost lồng tiếng cho nhân vật Stuart
- Cheryl Hines lồng tiếng cho nhân vật Momblank
- Nick Offerman lồng tiếng cho nhân vật Varvatos Vex
- Frank Welker lồng tiếng cho nhân vật Luug

## Tai nạn hi hữu
Trong quá trình sản xuất phim, khi Anton Yelchin đang tiếp tục hoàn thành các phần tiếp theo của bộ phim trong hai mùa đầu tiên trong vai trò lồng tiếng cho nhân vật chính là Jim Lake Jr, anh đột ngột qua đời trong một tai nạn đâm xe. Mặc dù vậy, các phần thu âm của Anton Yelchin vẫn có thể sử dụng cho phần cuối cùng của loạt phim, và đồng thời trong quá trình đó, Emile Hirsch đã được bổ nhiệm để tiếp tục hành trình của Anton Yelchin.

## Tập phim

### Mùa 1 (2016)
| '   |     |                                        |                                    | |                      |
| 1–2 | 1–2 | "Hóa thân"                             | Guillermo del Toro & Rodrigo Blaas | Cốt truyện : Guillermo del Toro, Marc Guggenheim & Rodrigo Blaas Kịch bản : Guillermo del Toro & Marc Guggenheim | 23 tháng 12 năm 2016 |
| 3   | 3   | "Nguyên do trở thành Thợ săn yêu tinh" | Rodrigo Blaas & Johane Matte       | Marc Guggenheim                                                                                                  | 23 tháng 12 năm 2016 |
| 4   | 4   | "Kẻ thù chính là người lùn"            | Elaine Bogan                       | Cốt truyện : Dan Hageman & Kevin Hageman Kịch bản : A.C. Bradley, Chad Quandt & Aaron Waltke                     | 23 tháng 12 năm 2016 |
| 5   | 5   | "Waka Chaka!"                          | Elaine Bogan                       | Cốt truyện : Dan Hageman & Kevin Hageman Kịch bản : Chad Quandt & Aaron Waltke                                   | 23 tháng 12 năm 2016 |
| 6   | 6   | "Thắng thua hay Draal"                 | Rodrigo Blaas & Johane Matte       | Cốt truyện : Dan Hageman & Kevin Hageman Kịch bản : A.C. Bradley                                                 | 23 tháng 12 năm 2016 |
| 7   | 7   | "Bắt yêu Biến Hình"                    | Simon Otto                         | Cốt truyện : Dan Hageman & Kevin Hageman Kịch bản : Marc Guggenheim                                              | 23 tháng 12 năm 2016 |
| 8   | 8   | "Người chăm yêu tinh"                  | Rodrigo Blaas & Johane Matte       | Cốt truyện : Dan Hageman & Kevin Hageman Kịch bản : A.C. Bradley, Chad Quandt & Aaron Waltke                     | 23 tháng 12 năm 2016 |
| 9   | 9   | "Tuổi 16 đáng nhớ"                     | Elaine Bogan                       | A.C. Bradley, Chad Quandt & Aaron Waltke                                                                         | 23 tháng 12 năm 2016 |
| 10  | 10  | "Chàng Atlas trẻ"                      | Andrew L. Schmidt                  | Chad Quandt & Aaron Waltke                                                                                       | 23 tháng 12 năm 2016 |
| 11  | 11  | "Công thức thảm hại"                   | Elaine Bogan                       | Cốt truyện : Dan Hageman & Kevin Hageman Kịch bản : A.C. Bradley                                                 | 23 tháng 12 năm 2016 |
| 12  | 12  | "Claire và nguy hiểm hiện tại"         | Andrew L. Schmidt                  | A.C. Bradley, Chad Quandt & Aaron Waltke                                                                         | 23 tháng 12 năm 2016 |
| 13  | 13  | "Trận chiến giữa hai cây cầu"          | Rodrigo Blaas & Johane Matte       | Dan Hageman & Kevin Hageman                                                                                      | 23 tháng 12 năm 2016 |
| 14  | 14  | "Thợ săn yêu tinh trở lại"             | Elaine Bogan                       | Cốt truyện : Dan Hageman & Kevin Hageman Kịch bản : A.C. Bradley, Chad Quandt & Aaron Waltke                     | 23 tháng 12 năm 2016 |
| 15  | 15  | "Chơi bẩn"                             | Rodrigo Blaas                      | Cốt truyện : Dan Hageman & Kevin Hageman Kịch bản : Marc Guggenheim                                              | 23 tháng 12 năm 2016 |
| 16  | 16  | "Cái giá phải trả"                     | Andrew L. Schmidt                  | Cốt truyện : Dan Hageman & Kevin Hageman Kịch bản : A.C. Bradley, Chad Quandt & Aaron Waltke                     | 23 tháng 12 năm 2016 |
| 17  | 17  | "Ngày nghỉ của Blinky"                 | Elaine Bogan                       | Cốt truyện : Dan Hageman & Kevin Hageman Kịch bản : A.C. Bradley, Chad Quandt & Aaron Waltke                     | 23 tháng 12 năm 2016 |
| 18  | 18  | "Vua hủy diệt"                         | Rodrigo Blaas & Johane Matte       | Cốt truyện : Dan Hageman & Kevin Hageman Kịch bản : A.C. Bradley                                                 | 23 tháng 12 năm 2016 |
| 19  | 19  | "Hồn bay phách lạc"                    | Andrew L. Schmidt                  | Cốt truyện : Dan Hageman & Kevin Hageman Kịch bản : Chad Quandt & Aaron Waltke                                   | 23 tháng 12 năm 2016 |
| 20  | 20  | "Đãng trí"                             | Elaine Bogan                       | Cốt truyện : Dan Hageman & Kevin Hageman Kịch bản : A.C. Bradley                                                 | 23 tháng 12 năm 2016 |
| 21  | 21  | "Tiệc quái vật"                        | Rodrigo Blaas                      | Cốt truyện : Dan Hageman & Kevin Hageman Kịch bản : Chad Quandt & Aaron Waltke                                   | 23 tháng 12 năm 2016 |
| 22  | 22  | "Thời điểm"                            | Andrew L. Schmidt                  | Cốt truyện : Dan Hageman & Kevin Hageman Kịch bản : Chad Quandt, Aaron Waltke & Marc Guggenheim                  | 23 tháng 12 năm 2016 |
| 23  | 23  | "Chiến hữu"                            | Elaine Bogan                       | Cốt truyện : Dan Hageman & Kevin Hageman Kịch bản : A.C. Bradley                                                 | 23 tháng 12 năm 2016 |
| 24  | 24  | "Khuất phục Angor"                     | Rodrigo Blaas                      | Cốt truyện : Dan Hageman & Kevin Hageman Kịch bản : Chad Quandt & Aaron Waltke                                   | 23 tháng 12 năm 2016 |
| 25  | 25  | "Một đêm đáng nhớ"                     | Andrew L. Schmidt                  | Cốt truyện : A.C. Bradley, Dan Hageman & Kevin Hageman Kịch bản : Marc Guggenheim                                | 23 tháng 12 năm 2016 |
| 26  | 26  | "Tương lai đen tối"                    | Elaine Bogan                       | Cốt truyện : Dan Hageman & Kevin Hageman Kịch bản : A.C. Bradley                                                 | 23 tháng 12 năm 2016 |

### Mùa 2 (2017)
| '  |    |                                 |                   | |                      |
| 27 | 1  | "Tẩu thoát khỏi Vùng Đất Tối"   | Rodrigo Blaas     | Cốt truyện : Dan Hageman & Kevin Hageman Kịch bản : A.C. Bradley, Dan Hageman, Kevin Hageman, Chad Quandt & Aaron Waltke | 15 tháng 12 năm 2017 |
| 28 | 2  | "Kẻ Hủy Diệt"                   | Andrew L. Schmidt | Cốt truyện : Dan Hageman & Kevin Hageman Kịch bản : Chad Quandt & Aaron Waltke                                           | 15 tháng 12 năm 2017 |
| 29 | 3  | "Siêu trộm Otto"                | Andrew L. Schmidt | Cốt truyện : A.C. Bradley, Dan Hageman & Kevin Hageman Kịch bản : A.C. Bradley                                           | 15 tháng 12 năm 2017 |
| 30 | 4  | "Kanjig-Aaaaa"                  | Johane Matte      | Cốt truyện : Dan Hageman & Kevin Hageman Kịch bản : Chad Quandt & Aaron Waltke                                           | 15 tháng 12 năm 2017 |
| 31 | 5  | "Trở về nhà"                    | Rodrigo Blaas     | Cốt truyện : Marc Guggenheim, Dan Hageman & Kevin Hageman Kịch bản : A.C. Bradley                                        | 15 tháng 12 năm 2017 |
| 32 | 6  | "Xì xì, bùm bùm"                | Elaine Bogan      | Cốt truyện : Dan Hageman, Kevin Hageman & Lila Scott Kịch bản : Lila Scott                                               | 15 tháng 12 năm 2017 |
| 33 | 7  | "Người hùng ngàn mặt"           | Rodrigo Blaas     | Cốt truyện : Dan Hageman, Kevin Hageman, Chad Quandt & Aaron Waltke Kịch bản : Chad Quandt & Aaron Waltke                | 15 tháng 12 năm 2017 |
| 34 | 8  | "Chỉ cần thêm nước"             | Andrew L. Schmidt | Cốt truyện : Dan Hageman & Kevin Hageman Kịch bản : A.C. Bradley                                                         | 15 tháng 12 năm 2017 |
| 35 | 9  | "Anh hùng diệt yêu"             | Elaine Bogan      | Cốt truyện : Dan Hageman & Kevin Hageman Kịch bản : Chad Quandt & Aaron Waltke                                           | 15 tháng 12 năm 2017 |
| 36 | 10 | "Câu lạc bộ liều lĩnh"          | Rodrigo Blaas     | Cốt truyện : Dan Hageman & Kevin Hageman Kịch bản : A.C. Bradley & Lila Scott                                            | 15 tháng 12 năm 2017 |
| 37 | 11 | "Không xứng"                    | Andrew L. Schmidt | Cốt truyện : Dan Hageman & Kevin Hageman Kịch bản : Chad Quandt & Aaron Waltke                                           | 15 tháng 12 năm 2017 |
| 38 | 12 | "Án sai và lầm lỡ"              | Elaine Bogan      | Cốt truyện : Dan Hageman & Kevin Hageman Kịch bản : Marc Guggenheim                                                      | 15 tháng 12 năm 2017 |
| 39 | 13 | "Trong đại sảnh của Vua Gunmar" | Rodrigo Blaas     | Dan Hageman & Kevin Hageman                                                                                              | 15 tháng 12 năm 2017 |

### Mùa 3 (2018)
| '     |       |                                             |                                    | |                     |
| 40    | 1     | "Tuần tra ban đêm"                          | Andrew L. Schmidt                  | Dan Hageman & Kevin Hageman | 25 tháng 5 năm 2018 |
| 41    | 2     | "Tên tội phạm truy nã của Arcadia"          | Elaine Bogan                       | Cốt truyện : Dan Hageman & Kevin Hageman Kịch bản : Chad Quandt & Aaron Waltke                                                              | 25 tháng 5 năm 2018 |
| 42    | 3     | "Cà phê dở tệ"                              | Johane Matte                       | Cốt truyện : Dan Hageman & Kevin Hageman Kịch bản : A.C. Bradley                                                                            | 25 tháng 5 năm 2018 |
| 43    | 4     | "Vậy là tôi đang hẹn hò với một nữ pháp sư" | Andrew L. Schmidt                  | Cốt truyện : Dan Hageman & Kevin Hageman Kịch bản : Lila Scott                                                                              | 25 tháng 5 năm 2018 |
| 44    | 5     | "Lễ trừ tà của Claire Nunez"                | Rodrigo Blaas                      | Cốt truyện : Dan Hageman & Kevin Hageman Kịch bản : Chad Quandt & Aaron Waltke                                                              | 25 tháng 5 năm 2018 |
| 45    | 6     | "Sự giám sát của người lớn"                 | Elaine Bogan                       | Cốt truyện : Dan Hageman & Kevin Hageman Kịch bản : A.C. Bradley                                                                            | 25 tháng 5 năm 2018 |
| 46    | 7     | "Lời thề"                                   | Andrew L. Schmidt                  | Cốt truyện : Dan Hageman & Kevin Hageman Kịch bản : Chad Quandt & Aaron Waltke                                                              | 25 tháng 5 năm 2018 |
| 47    | 8     | "Nhờ ánh hào quang của Merlin"              | Elaine Bogan                       | Cốt truyện : Dan Hageman & Kevin Hageman Kịch bản : Marc Guggenheim                                                                         | 25 tháng 5 năm 2018 |
| 48    | 9     | "Yên tâm trông cậy"                         | Johane Matte                       | Cốt truyện : Dan Hageman & Kevin Hageman Kịch bản : Lila Scott                                                                              | 25 tháng 5 năm 2018 |
| 49    | 10    | "Ngôi nhà bị chia rẽ"                       | Andrew L. Schmidt                  | Cốt truyện : Dan Hageman & Kevin Hageman Kịch bản : A.C. Bradley                                                                            | 25 tháng 5 năm 2018 |
| 50    | 11    | "Dũng sĩ của Jim"                           | Johane Matte                       | Cốt truyện : Dan Hageman & Kevin Hageman Kịch bản : Chad Quandt & Aaron Waltke                                                              | 25 tháng 5 năm 2018 |
| 51–52 | 12–13 | "Dũng sĩ bất tử"                            | Guillermo del Toro & Rodrigo Blaas | Cốt truyện : Dan Hageman & Kevin Hageman Kịch bản : A.C. Bradley & Marc Guggenheim (Phần 1) Chad Quandt, Aaron Waltke & Lila Scott (Phần 2) | 25 tháng 5 năm 2018 |

## Thợ săn yêu tinh: Titan trỗi dậy
Thợ săn yêu tinh: Titan trỗi dậy (tựa đề tiếng Anh là Trollhunters: Rise of the Titans) là một bộ phim điện ảnh có nhiệm vụ kết thúc cả chuỗi phim Chuyện xứ Arcadia. Lấy bối cảnh một năm sau những sự kiện của Pháp sư: Chuyện xứ Arcadia, và được ấn định ngày ra mắt vào Thứ Tư, 21 tháng 7, 2021.

## Phát hành

### Phương tiện truyền thông tại nhà
Mùa đầu tiên của Thợ săn yêu tinh được phát hành dưới dạng đĩa DVD vào ngày 7 thán 11, 2017.

## Chuyện xứ Arcadia
Vào ngày 6 tháng 11 năm 2017, người sáng tạo loạt phim - Guillermo del Toro đã thông báo rằng Thợ săn yêu tinh sẽ được mở rộng thành một trong bộ ba loạt phim hoạt hình có tên là Chuyện xứ Arcadia. Phần tiếp theo của bộ ba phim được tiếp tục với tên Bộ ba trời giáng: Câu chuyện ở Arcadia (tên tiếng Anh: 3Below: Tales of Arcadia) thuộc thể loại khoa học viễn tưởng, xoay quanh hai người ngoài hành tinh hoàng gia và vệ sĩ của họ, những người trốn thoát khỏi hành tinh quê hương của họ và hạ cánh xuống Arcadia của hành tinh Trái Đất, nơi mà là bối cảnh của Thợ săn yêu tinh cũng diễn ra. Ở đó, những người ngoài hành tinh phải tập thích nghi với văn hóa của con người và cố gắng sửa chữa con tàu vũ trụ Mẫu hạm "Mothership" của họ để quay trở về và giành lại hành tinh quê hương của họ, một hành tinh đang bị một kẻ độc tài độc ác chiếm lấy. Bộ ba trời giáng công chiếu trên Netflix vào năm 2018. Cuối cùng, bộ ba phim sẽ được kết thúc với loạt phim hoạt hình Pháp sư: Chuyện xứ Arcadia (tên tiếng Anh: Wizards: Tales of Arcadia), câu chuyện theo chân của anh chàng phù thủy tập sự tên là Douxie Casperan bất đắc dĩ bị rơi vào một cuộc phiêu lưu quay ngược thời gian về thời Camelot trung cổ trong trận chiến với Hội bí truyền cổ xưa. Bộ phim được phát sóng trên Netflix vào ngày 7 tháng 8 năm 2020.
Chuyện xứ Arcadia sẽ kết thúc với một bộ phim điện ảnh mang tên Thợ săn yêu tinh: Titan trỗi dậy (tên tiếng Anh: Trollhunters: Rise of the Titans), đây sẽ là hành trình có sự góp mặt đầy đủ của tất cả các nhân vật từ của bộ ba phim, nơi mà những con người, yêu tinh, người ngoài hành tinh và pháp sư đã tụ họp đến Arcadia, "... đỉnh điểm là trận chiến tận thế để quyết định về ma thuật cuối cùng cũng như là sẽ quyết định số phận của những thế giới siêu nhiên nay đã hội tụ lại". Thông tin phim được công bố đầu tiên vào ngày 7 tháng 8 năm 2020 và được ấn định phát hành trên toàn cầu trên Netflix vào thứ Tư, ngày 21 tháng 7 năm 2021.